# Gmina Stara Kiszewa
Die Gmina Stara Kiszewa ist eine Landgemeinde im Powiat Kościerski der Woiwodschaft Pommern in Polen. Ihr Sitz ist das gleichnamige Dorf (deutsch Alt Kischau, früher Alt Kyschau) mit etwa 1650 Einwohnern.

## Geographie
Das Dorf liegt in der historischen Landschaft Pommerellen im ehemaligen Westpreußen, etwa 18 Kilometer südöstlich von Kościerzyna (Berent) und 55 Kilometer südwestlich von Danzig. Zu den Wasserläufen gehört die Wierzyca (Ferse).

## Geschichte
Die Gemeinde hatte immer eine mehrheitlich polnische bzw. teilweise kaschubische Bevölkerung. Nach dem Ersten Weltkrieg wurde das Gebiet 1920 an Polen abgetreten, es gehörte zum Polnischen Korridor.
Die Gemeinde gehörte von 1975 bis 1998 zur Woiwodschaft Danzig.

### Partnergemeinde
- Lahntal (Deutschland)

## Gemeinde
Die Landgemeinde Stara Kiszewa besteht aus folgenden Ortsteilen:
| polnischer Name          | kaschubischer Name  | deutscher Name (bis 1920 und 1939–1945)                    |
| ------------------------ | ------------------- | ---------------------------------------------------------- |
| Bąk                      |                     | Bonk / 1942–1945 Bonken                                    |
| Bartoszylas              |                     | Bartoszowlas / 1867–1874 Bartoschoflaß, 1874–1945 Fersenau |
| Bestra Suka              |                     |                                                            |
| Bożepole Szlacheckie     | Szlachecké Bòżépòlé | Adlig Boschpol / 1942–1945 Gutenfeld                       |
| Chrósty                  |                     |                                                            |
| Chwarzenko               | Chwôrzënko          | Klein Gwarszno / 1867–1942 Elsenthal, 1942–1945 Elsental   |
| Chwarzno                 | Chwôrzno            | Gwarszno / 1867–1899 Chwarsnau, 1899–1945 Schwarzin        |
| Cięgardło                |                     | Czengardlo / 1942–1945 Schöngart                           |
| Czerniki                 | Czérnikë            | Czernikau / 1942–1945 Sterneck                             |
| Dolne Maliki             |                     | Niedermahlkau                                              |
| Drzewiny                 | Drzéwianë           | Holzort                                                    |
| Dubryk                   |                     | Dubrik                                                     |
| Foshuta                  | Foshëta             | Foßhütte                                                   |
| Góra                     | Górô                | Gora / 1942–1945 Schulzenhorst                             |
| Górne Maliki             |                     | Obermahlkau                                                |
| Grzybno                  | Grzëbno             | Grzybno / 1866–1945 Gribno                                 |
| Hamerbark                | Hômerbôrk           | Hammerberg                                                 |
| Kalk                     |                     |                                                            |
| Kobyle                   | Kòbëlé              | Kobilla / 1904–1945 Neuwieck                               |
| Konarzyny                | Kònarzënë           | Konarschin / 1942–1945 Kunertsfeld                         |
| Kozia                    |                     | Neuhof                                                     |
| Łasinek                  |                     | Lossinenthal                                               |
| Lipy                     | Lipë                | Blumfelde                                                  |
| Lisia Huta               | Lësô Hëta           |                                                            |
| Madera                   | Môdérô              |                                                            |
| Nowe Polaszki            | Nowé Pòlaszczi      | Neu Paleschken                                             |
| Nowy Bukowiec            | Nowë Bùkòwc         | Neu Bukowitz / 1942–1945 Neubuchen                         |
| Olpuch                   | Òlpùch              | Olpuch / 1942–1945 Klettenhagen                            |
| Olpuch-Dworzec           |                     |                                                            |
| Pałubin                  | Pałëbin             | Groß Pallubin / 1942–1945 Großpahlen                       |
| Piawiczno                |                     | Prziawitzno / 1942–1945 Kleinangersdorf                    |
| Pikowo                   |                     |                                                            |
| Portygała                | Pòrtëgałô           |                                                            |
| Ruda                     | Rudô                | Rudda / 1942–1945 Rotmühl                                  |
| Stara Kiszewa            | Starô Cziszewa      | Alt Kischau                                                |
| Stare Polaszki           | Stôré Pòlaszczi     | Alt Paleschken                                             |
| Stary Bukowiec           | Stôrë Bùkòwc        | Alt Bukowitz / 1942–1945 Altbuchen                         |
| Struga                   |                     | Struga / 1942–1945 Bachlin                                 |
| Strzelki                 |                     | Strehlkau / 1942–1945 Strölke                              |
| Tramkule                 |                     |                                                            |
| Warszawa                 | Wôrszôwô            |                                                            |
| Wilcze Błota Kościerskie |                     | Wolfsbruch / 1855–1945 Hoch Paleschken                     |
| Wygonin                  | Wëgònënò            | Wigonin / 1942–1945 Angersdorf                             |
| Zamek Kiszewski          |                     | Schloss Kischau                                            |
| Zomrze                   |                     | Somse                                                      |

## Verkehr
Im Bahnhof Bąk trifft die Bahnstrecke Laskowice Pomorskie–Bąk auf die Bahnstrecke Nowa Wieś Wielka–Gdynia, an der zudem der Haltepunkt Olpuch liegt. Die Gemeinde liegt an der Woiwodschaftsstraße 214.

## Persönlichkeiten
- Rosa Braunschweig (* 1846 in Neu-Paleschken; † 1918 in Berlin), Theaterschauspielerin und -regisseurin
- Oskar Schultz-Gora (* 1860 in Gora; † 1942 in Jena), Romanist und Hochschullehrer